# Burkhard Balz
Burkhard Balz, né le 24 juillet 1969 à Lemgo, est un homme politique allemand. Membre de l'Union chrétienne-démocrate d'Allemagne (CDU), il est député européen de 2009 à 2018.

## Biographie
Après ses études, son service militaire et un apprentissage à la Commerzbank à Hanovre qu'il termine avant 2000, il étudie le droit à l'université de Göttingen.
Membre de l'Union chrétienne-démocrate d'Allemagne (CDU), il est élu député européen en 2009.
Il est nommé le 1er septembre 2018 au directoire de la Banque fédérale d'Allemagne et démissionne le 31 août 2018 de son mandat européen. Il est remplacé par Stefan Gehrold.